# Doãn Tiến
Doãn Tiến (tên khai sinh là Doãn Hùng Tiến), sinh năm 1951 tại Nam Định, là nhạc sĩ Việt Nam, được phong danh hiệu Nghệ sĩ Nhân dân và được tặng Giải thưởng Nhà nước về Văn học Nghệ thuật năm 2012.

## Tiểu sử
Doãn Tiến (tên khai sinh: Doãn Hùng Tiến) sinh ngày 30 tháng 5 năm 1951 tại Nam Định.
Doãn Tiến tốt nghiệp chuyên ngành Violoncelle hệ đại học tại Nhạc viện Hà Nội. Sau đó, ông về công tác tại Nhà hát Ca Múa Nhạc Việt Nam. Đến năm 1982, ông trở lại Nhạc viện Hà Nội học lớp Chỉ huy dàn nhạc. Trước khi nghỉ hưu, ông là Phó Giám đốc Nhà hát Ca Múa Nhạc Việt Nam.
Ông nghỉ hưu tại Hà Nội.

## Sự nghiệp
Ông đã tham gia chỉ huy, dàn dựng nhiều tác phẩm khí nhạc, dàn nhạc dân tộc, độc tấu nhạc cụ. Chỉ huy giao hưởng thơ Hội nghị Diên Hồng (sáng tác Hoàng Đạm) đạt Huy chương Vàng Hội diễn ca múa nhạc chuyên nghiệp toàn quốc.
Ông sáng tác nhiều tác phẩm hòa tấu dàn nhạc, độc tấu, tốp tấu các nhạc cụ dân tộc, ca khúc, nhạc múa, nhạc sân khấu… Nhiều tác phẩm trong số đó đã đoạt giải như: Huy chương Vàng Hội diễn ca múa nhạc chuyên nghiệp toàn quốc (Bầu trời lời ru – nhạc múa); Giải thưởng Hoa phượng đỏ (Biển chiều - ca khúc); Giải Nhì Hội Nhạc sĩ Việt nam (Hội xuân – hòa tấu dàn nhạc dân tộc); Giải Ba Hội Nhạc sĩ Việt Nam (với các tác phẩm: Khát vọng phương Nam, Chiều quê); Huy chương Vàng Hội diễn ca múa nhạc chuyên nghiệp toàn quốc (với tác phẩm Tung cánh bay hỡi chim prô-tóc); Giải B Giải thưởng Âm nhạc năm 2016 của Hội Nhạc sĩ Việt Nam (hòa tấu nhạc cụ bằng tre nứa Lời tre nứa)...
Ông đã sáng tác các ca khúc: Biển chiều, Âm vang sông Lam, Đêm mưa Quan họ, Trong hội chùa Hương, Lời biển hát, Nếu một ngày không còn em, Mưa Hà Nội, Hà Giang câu hát yêu thương, Dịu dàng hương bưởi… và nhiều ca khúc khác.
Ông đã được Nhà nước tặng danh hiệu Nghệ sĩ ưu tú. Đến năm 2019, ông được phong tặng danh hiệu Nghệ sĩ Nhân dân.
Năm 2012, ông được trao Giải thưởng Nhà nước về Văn học Nghệ thuật với các tác phẩm khí nhạc: Hội xuân, Khát vọng phương Nam (Quê hương), Âm vang cao nguyên, Chiều quê.
Dù đã nghỉ hưu, ông vẫn tham gia vào các chương trình hòa nhạc dân tộc ở các sự kiện lớn, thí dụ như: ông và Nghệ sĩ nhân dân Phạm Ngọc Khôi chỉ huy dàn nhạc chương trình hòa nhạc “Gặp gỡ mùa Thu Hà Nội năm 2022” gồm nhiều tiết mục khai thác âm thanh độc đáo của các nhạc cụ truyền thống về chủ đề tình yêu, vẻ đẹp quê hương, đất nước, Hà Nội, đã gây ấn tượng tốt trong dư luận, hoặc Festival Âm nhạc Trung Quốc – ASEAN 2023, được tổ chức tại thành phố Nam Ninh (Quảng Tây, Trung Quốc) vào 2023.

## Tác phẩm chính

### Ca khúc
- Dịu dàng hương bưởi,
- Biển chiều,
- Âm vang sông Lam,
- Đêm mưa Quan họ,
- Trong hội chùa Hương,
- Lời biển hát,
- Nếu một ngày không còn em,
- Mưa Hà Nội,
- Hà Giang câu hát yêu thương

### Nhạc không lời
- Hội xuân
- Khát vọng phương Nam (Quê hương)
- Âm vang cao nguyên
- Chiều quê
- Tung cánh bay hỡi chim prô-tóc
- Bầu trời lời ru
- Hội nghị Diên Hồng (giao hưởng thơ)

## Giải thưởng
- Huy chương Vàng Hội diễn ca múa nhạc chuyên nghiệp toàn quốc (3 lần)
- Giải thưởng Hoa phượng đỏ
- Giải Nhì Hội Nhạc sĩ Việt nam
- Giải Ba Hội Nhạc sĩ Việt Nam
- Giải B Hội Nhạc sĩ Việt Nam (2016)

## Vinh danh
- Nghệ sĩ Nhân dân (2019)
- Giải thưởng Nhà nước về Văn học Nghệ thuật (2012)